# Dixy Lee Ray
Dixy Lee Ray, née le 3 septembre 1914 à Tacoma et morte le 2 janvier 1994 à Fox Island, est une scientifique et femme politique américaine membre du Parti démocrate. Elle est la première femme et la 17e gouverneure de l'État de Washington entre 1977 et 1981.
Dernière présidente de la commission de l'énergie atomique des États-Unis de 1973 à 1975, elle fut également assistante en 1975 du secrétaire d'État des États-Unis pour les océans, les problèmes internationaux liés à l'environnement et les affaires scientifiques, dans l'administration Ford.

## Sources
- (en) Cet article est partiellement ou en totalité issu de l’article de Wikipédia en anglais intitulé « Dixy Lee Ray » (voir la liste des auteurs).